# Reserva natural silvestre Alto Iguazú
La reserva natural silvestre Alto Iguazú es un área natural protegida de la provincia argentina de Misiones. Se encuentra ubicada en cercanías de la localidad de Comandante Andresito en el departamento General Manuel Belgrano y posee una extensión de 77 ha 91 a 87 ca. Funciona como anexo del parque nacional Iguazú y su finalidad es proteger el ecosistema de la cuenca del arroyo Yacuy.

## Valores a proteger
El área tiene un alto valor ecológico, con un bosque nativo en buen estado de conservación con presencia de palmitos y helechos arborescentes; y se localizan en un punto estratégico de conectividad entre el parque nacional Iguazú y el parque provincial Yacuy, preservando también la cuenca del arroyo homónimo.

## Antecedentes
El área se compone de dos inmuebles que fueron adquiridos el 20 de enero de 2004 por parte de la Fundación Vida Silvestre Argentina, dicha asociación manifestó su intención de donación de los terrenos al Estado nacional a través de una nota el 3 de marzo de 2017 que indicaba condiciones tendientes a conservar la biodiversidad a través del accionar de la Delegación Regional NEA de la Administración de Parques Nacionales, tendiente a preservar un bosque nativo en buen estado de conservación con presencia de palmitos y helechos arborescentes de alto valor ecológico. El 5 de julio de 2017 el presidente de la Administración de Parques Nacionales aceptó la donación por medio de la resolución n.º 259/17 bajo los cargos y condiciones establecidas, que fue luego ratificada por unanimidad por el Consejo de Administración de Vida Silvestre mediante el Acta n.°393 de 28 de julio de 2017. 
La Agencia de Administración de Bienes del Estado aceptó el 9 de agosto de 2017 la donación y asignó a la Administración de Parques Nacionales como responsable de la implementación y gestión del inmueble. Esta resolución también daba por aceptadas las condiciones que impuso Vida Silvestre Argentina, entre las cuales se enumeran:
- Deberá declararse los dos lotes bajo la categoría de reserva natural en el transcurso de dos años a partir de la fecha de compra y cesión a favor del Estado Nacional, quedando la categoría de reserva natural y el nombre a ser consensuado con la Fundación Vida Silvestre Argentina en el plazo de dos meses a partir de la fecha de compra y cesión.
- No podrá desafectarse el estatus de protección, ni enajenar y/o constituir derechos reales a favor de terceros
- No podrá arrendarse los inmuebles donados ni establecer asentamientos humanos, a excepción de los necesarios para la gestión del área natural protegida, como así tampoco destinarlos a cualquier tipo de explotación comercial, industrial y/o de los recursos naturales existentes.
- Deberá articularse funcionalmente al parque nacional Iguazú con la reserva existente, para lo cual designará a su intendente a cargo de tal unidad de conservación, incluyéndola en el régimen de patrullas y recorridas de control y vigilancia para prevenir la caza, la pesca y otras actividades ilegales y prohibidas por el marco regulatorio establecido por la Administración de Parques Nacionales.[1][2][3]

## Creación de la reserva natural silvestre
La categoría reserva natural silvestre bajo jurisdicción de la Administración de Parques Nacionales fue creada por decreto n.º 453/1994 de 24 de marzo de 1994 para preservar:

(...) aquellas áreas de extensión considerable que conserven inalterada o muy poco modificada la cualidad silvestre de su ambiente natural y cuya contribución a la conservación de la diversidad biológica sea particularmente significativa en virtud de contener representaciones válidas de uno o más ecosistemas, poblaciones animales o vegetales valiosas a dicho fin, a las cuales se les otorgue especial protección para preservar la mencionada condición.

El 1 de agosto de 2019 el presidente Mauricio Macri dictó el decreto n.º 537/2019 expresando:

Artículo 1° — Créase la RESERVA NATURAL SILVESTRE ALTO IGUAZÚ, situada en la Provincia de Misiones, compuesta por DOS (2) fracciones de terreno ubicadas en la Colonia Andresito, Municipio de Comandante Andrés Guacurarí, Departamento General Manuel Belgrano, identificadas como: A) Lote 13 (Parcela 318 A) Nomenclatura Catastral Departamento 07, Municipio 75, Sección 003, Chacra 0000, Manzana 0000, Parcela 318 “A”, Partida Inmobiliaria 8.338, Inscripto bajo la matrícula 2452; y B) Lote 28 E (Parcela 316E) Nomenclatura Catastral Departamento 07, Municipio 75, Sección 003, Chacra 0000, Manzana 0000, Parcela 316 “E”, Partida Inmobiliaria 8.341, Inscripto bajo la matrícula 2453, con una superficie total aproximada de SETENTA Y OCHO HECTÁREAS (78 ha.).

Por el artículo 2 se encomendó a la Administración de Parques Nacionales la custodia y el manejo ambiental de la reserva. La administración es realizada por la intendencia del parque nacional Iguazú cuya sede se encuentra en la localidad de Puerto Iguazú.